# Marianne Abderhalden
Marianne Abderhalden, född 1 april 1986 i Grabs, Schweiz, är en schweizisk alpin skidåkare, som har specialiserat sig på störtlopp och på super-G. Hon är bosatt i Krinau i kantonen Sankt Gallen och tävlar för SSC Toggenburg.
Abderhalden tävlade redan som junior från 2001, och från 2005 blev hon känd för en större allmänhet genom sitt schweiziska mästerskap i alpin kombination och sitt schweiziska juniormästerskap i störtlopp. Vid juniorvärldsmästerskapen 2006 tog hon guld i störtlopp och silver i kombination. Säsongen 2007 blev i stort sett spolierad av en ankelskada, men därpå uppnådde hon så pass goda resultat i europacupen och i FIS-tävlingarna att hon kunde säkra en världscupplats. Den 9 mars 2008 kom hon på 21:a plats i superkombination i Crans-Montana och tog därmed sina första världscuppoäng.
Under de följande åren gick det mindre bra för Abderhalden, men i mars 2010 blev hon trea i världscupen i Crans-Montanas störtlopp. Följande säsong, 2011/12, blev också den förstörd, då hon var tvungen att korsbandopereras. 2011 gifte hon sig med Pascal Kaufmann och var verksam under namnet Marianne Kaufmann-Abderhalden fram till skilsmässan 2014.
Säsongen 2013/14 har varit ett uppsving för Abderhalden, och den 21 december 2013 i störtlopp i Val d'Isère vann hon sin första världscupseger.